# Houdancourt
Houdancourt est une commune française située dans le département de l'Oise, en région Hauts-de-France. Ses habitants sont appelés les Houdancourtois et les Houdancourtoises.

## Géographie

### Description

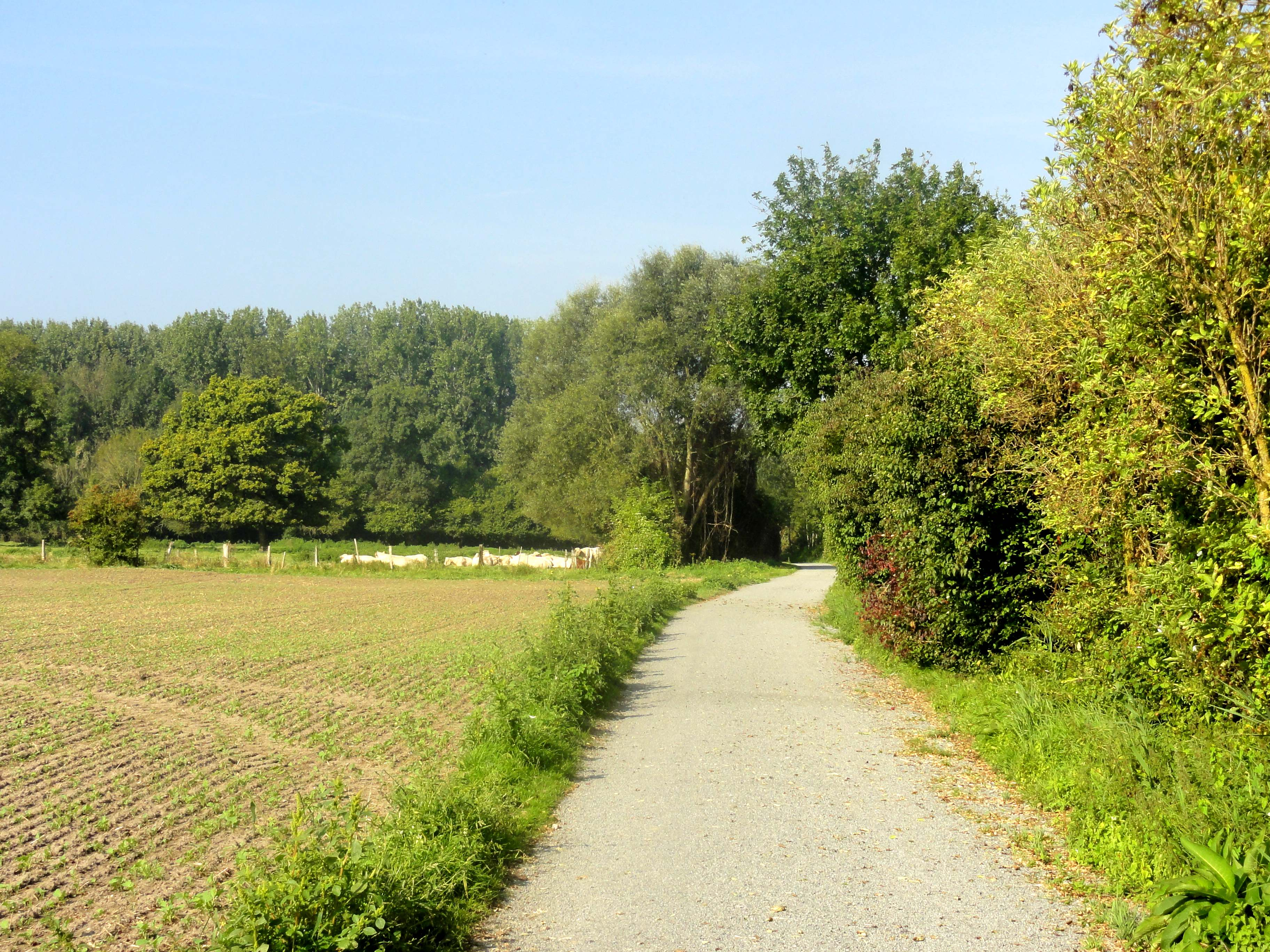
Paysage rural à l'est du village.

Handancourt est un village périurbain picard de la vallée de l'Oise situé dans le bassin parisien à 66 kilomètres au sud d'Amiens, à 42 kilomètres à l'est de Beauvais, à 15 kilomètres à l'ouest de Compiègne et à 59 kilomètres au nord de Paris. L'aéroport Roissy-Charles-de-Gaulle est situé à 41 km au sud.
Il est situé historiquement à la limite entre le Valois et le Beauvaisis.
La Ligne de Creil à Jeumont y passe, mais la station de chemin de fer la plus proche est la gare de Pont-Sainte-Maxence, desservie par des trains TER Hauts-de-France qui effectuent notamment des liaisons  Gare de Paris-Nord - Maubeuge, Gare de Saint-Quentin, Cambrai ou Compiègne. La RD 200, une voie rapide passe également dans les zones humides proche de l'Oise, et donne accès à l'autoroute A1. La commune est aisément accessible depuis l'ancienne route nationale 17 (actuelle RD 1017).
La commune est proche du parc naturel régional Oise-Pays de France.
En 1832, Louis Graves indique que « l'Oise limite au midi la commune dont l'étendue comprend un marais couvert. de bois du côté de la rivière, et une plaine sablonneuse au-delà du village. Les maisons sont entourées d'arbres et de fossés remplis d'eaux stagnantes ; le voisinage d'un marais inondé nuit à la salubrité du pays. La Contentieuse, le ruisseau de Chevrières, le rû de Nancy qui se réunissent à l'Oise sur le territoire d'Houdaneourt, ne procurent qu'un écoulement imparfait aux eaux qui se renouvellent sans cesse par des sources abondantes. Les rues du village sont pavées ».

### Communes limitrophes
Les communes limitrophes sont  Bazicourt, Chevrières, Grandfresnoy, Longueil-Sainte-Marie, Pont-Sainte-Maxence et Pontpoint.
|                     | Grandfresnoy |                       |
| Bazicourt           | Houdancourt  | Chevrières            |
| Pont-Sainte-Maxence | Pontpoint    | Longueil-Sainte-Marie |

### Hydrographie

#### Réseau hydrographique

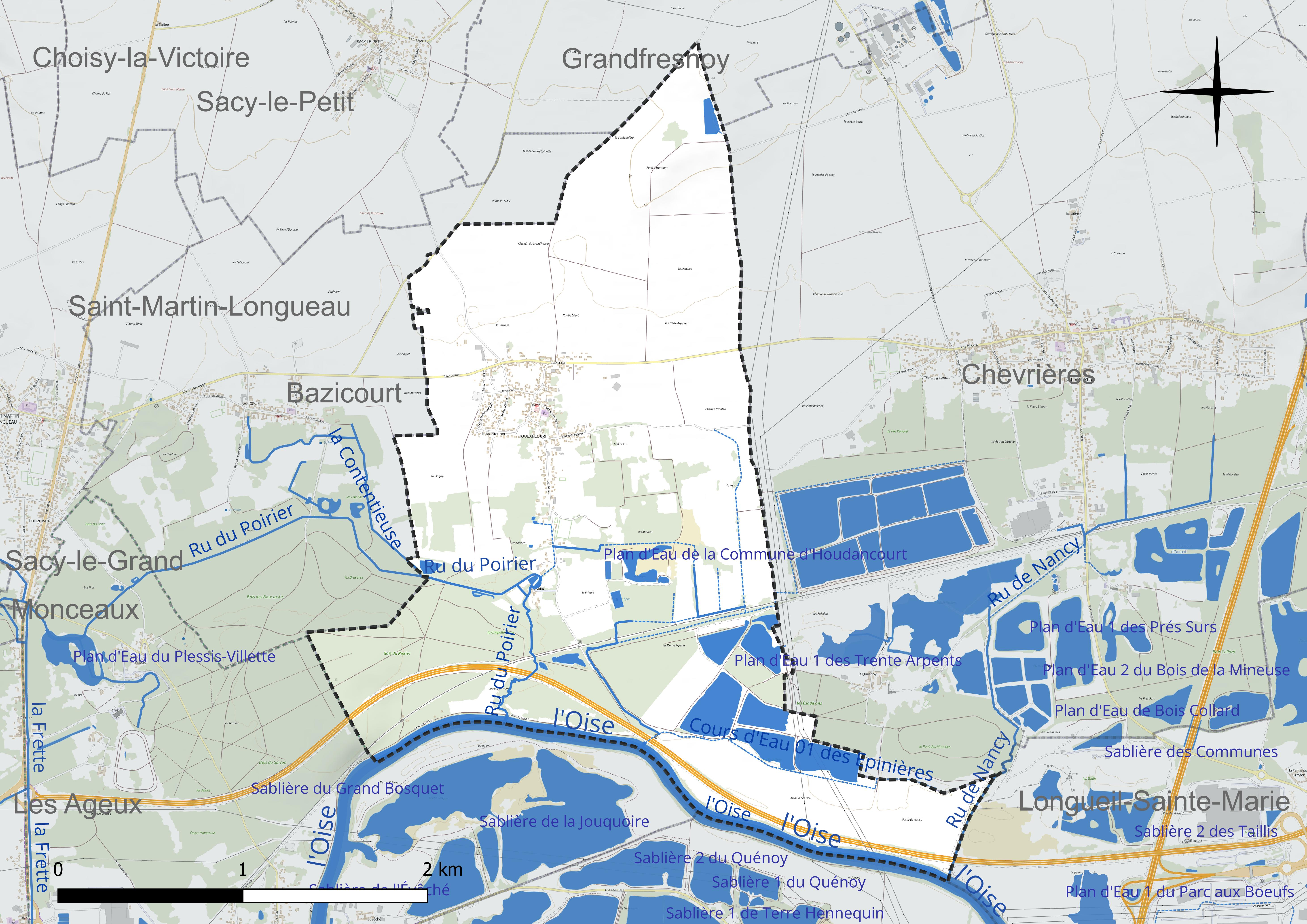
Réseau hydrographique d'Houdancourt.

La commune est située dans le bassin Seine-Normandie.
Elle est drainée par l'Oise, le cours d'eau 01 des Epinières, le cours d'eau 01 des Esquillons, le ru de Nancy, le ru du Poirier,,.
L'Oise prend sa source en Belgique, à 309 mètres d'altitude, dans l'ancienne commune de Forges et se jette dans la Seine à 20 mètres d'altitude, au Pointil en rive droite et en aval du centre de Conflans-Sainte-Honorine dans le département des Yvelines. D'une longueur 341 kilomètres, elle est presque entièrement navigable et bordée de canaux sur 104 kilomètres.

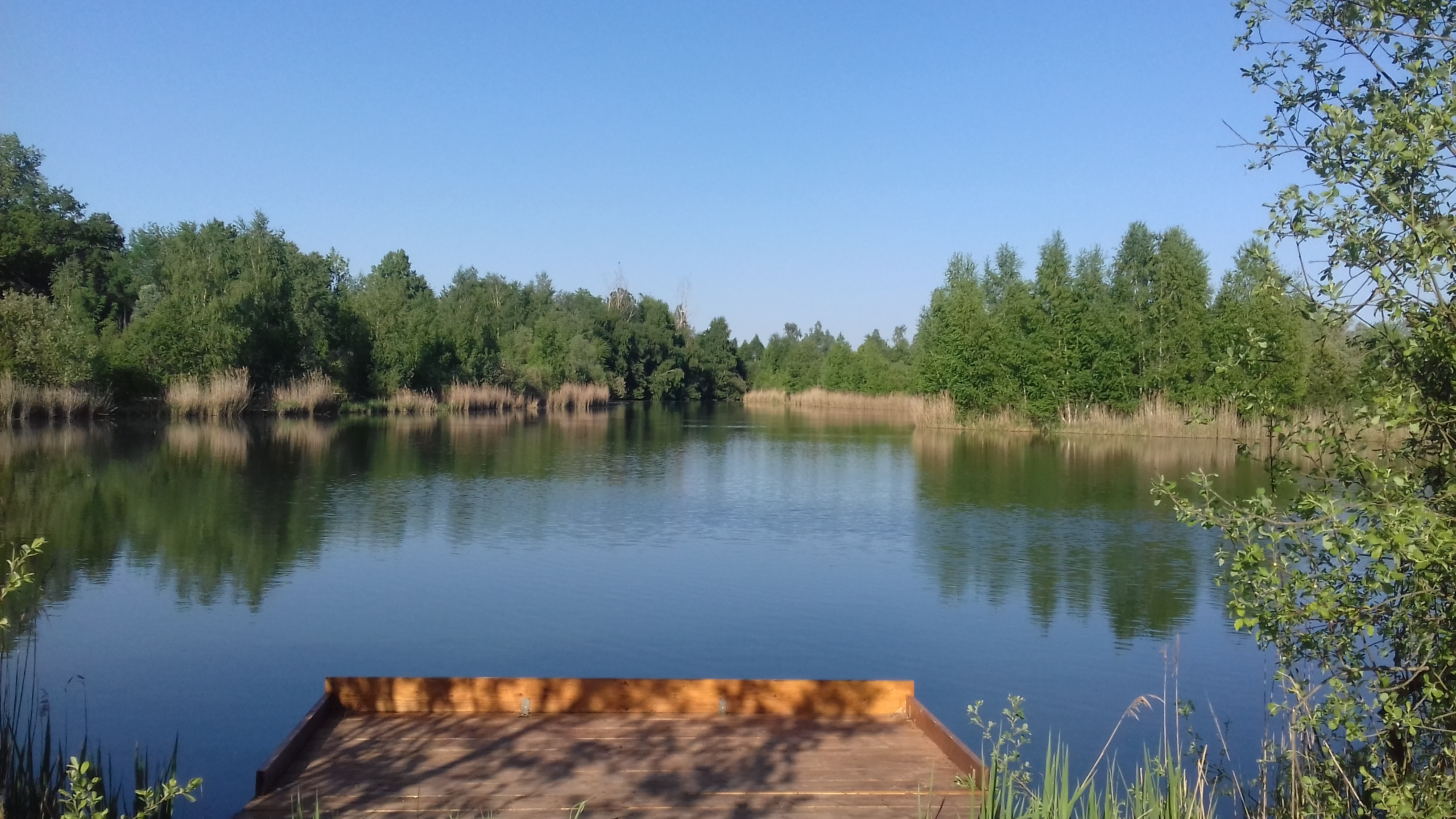
L'étang communal.

Quatre plans d'eau complètent le réseau hydrographique : le plan d'eau 1 des Trente Arpents (3,8 ha), le plan d'eau 2 des Trente Arpents (2,9 ha), le plan d'eau 3 des Trente Arpents (7 ha) et le plan d'eau de la commune d'Houdancourt (2,3 ha),.

#### Gestion et qualité des eaux
Le territoire communal est couvert par le schéma d'aménagement et de gestion des eaux (SAGE) « Sensée ». Ce document de planification concerne un territoire de 789 km2 de superficie, délimité par trois bassins versants en totalité ou en partie (Aisne, Oise et Aronde). Le périmètre a été arrêté le 16 octobre 2001 et le SAGE proprement dit a été approuvé le 8 juin 2009, puis révisé le 27 novembre 2019. La structure porteuse de l'élaboration et de la mise en œuvre est le syndicat mixte Oise-Aronde.
La qualité des cours d'eau peut être consultée sur un site dédié géré par les agences de l'eau et l'Agence française pour la biodiversité.

### Climat
Pour des articles plus généraux, voir Climat des Hauts-de-France et Climat de l'Oise.
En 2010, le climat de la commune est de type climat océanique dégradé des plaines du Centre et du Nord, selon une étude du CNRS s'appuyant sur une série de données couvrant la période 1971-2000. En 2020, Météo-France publie une typologie des climats de la France métropolitaine dans laquelle la commune est dans une zone de transition entre le climat océanique et le climat océanique altéré et est dans la région climatique Nord-est du bassin Parisien, caractérisée par un ensoleillement médiocre, une pluviométrie moyenne régulièrement répartie au cours de l'année et un hiver froid (3 °C).
Pour la période 1971-2000, la température annuelle moyenne est de 11 °C, avec une amplitude thermique annuelle de 15,1 °C. Le cumul annuel moyen de précipitations est de 662 mm, avec 11,1 jours de précipitations en janvier et 7,9 jours en juillet. Pour la période 1991-2020, la température moyenne annuelle observée sur la station météorologique la plus proche, située sur la commune de Creil à 15 km à vol d'oiseau, est de 11,2 °C et le cumul annuel moyen de précipitations est de 662,2 mm,. Pour l'avenir, les paramètres climatiques de la commune estimés pour 2050 selon différents scénarios d'émission de gaz à effet de serre sont consultables sur un site dédié publié par Météo-France en novembre 2022.

### Milieux naturels et biodiversité
L'exploitation du petit marais a permis de mettre en évidence un site écologique remarquable par sa faune et sa flore rares (libellules, oiseaux,…) et où a été découvert de l'ambre.

## Urbanisme

### Typologie
Au 1er janvier 2024, Houdancourt est catégorisée commune rurale à habitat dispersé, selon la nouvelle grille communale de densité à sept niveaux définie par l'Insee en 2022.
Elle est située hors unité urbaine. Par ailleurs la commune fait partie de l'aire d'attraction de Paris, dont elle est une commune de la couronne,.

### Occupation des sols

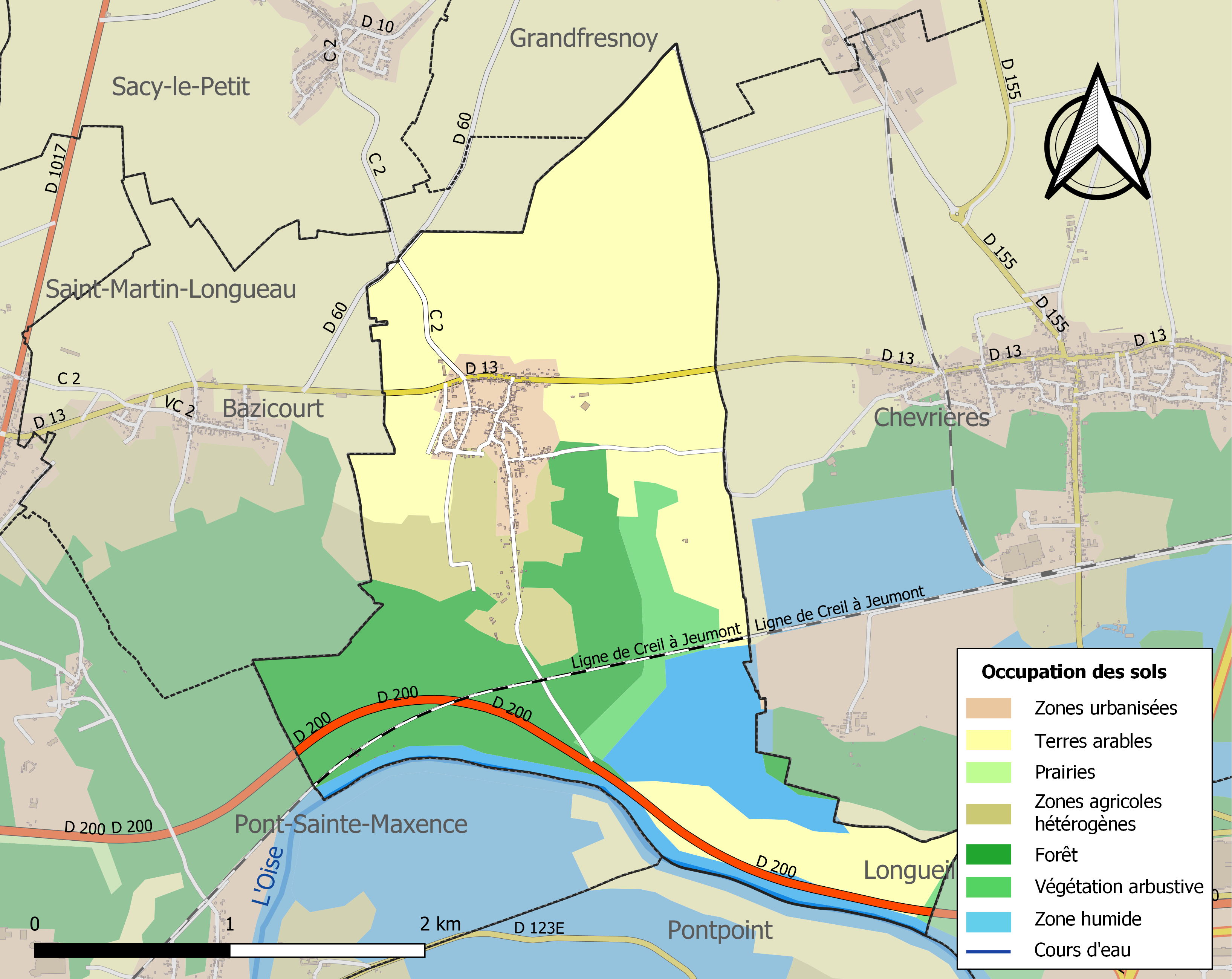
Carte des infrastructures et de l'occupation des sols de la commune en 2018 (CLC).

L'occupation des sols de la commune, telle qu'elle ressort de la base de données européenne d'occupation biophysique des sols Corine Land Cover (CLC), est marquée par l'importance des territoires agricoles (55,7 % en 2018), en diminution par rapport à 1990 (58,3 %). La répartition détaillée en 2018 est la suivante : 
terres arables (47,2 %), forêts (22,3 %), eaux continentales (11,9 %), zones agricoles hétérogènes (8,5 %), zones urbanisées (5,3 %), milieux à végétation arbustive et/ou herbacée (4,7 %), mines, décharges et chantiers (0,1 %). L'évolution de l'occupation des sols de la commune et de ses infrastructures peut être observée sur les différentes représentations cartographiques du territoire : la carte de Cassini (XVIIIe siècle), la carte d'état-major (1820-1866) et les cartes ou photos aériennes de l'IGN pour la période actuelle (1950 à aujourd'hui).

### Habitat et logement
En 2018, le nombre total de logements dans la commune était de 278, alors qu'il était de 242 en 2013 et de 230 en 2008.
Parmi ces logements, 93,2 % étaient des résidences principales, 2,3 % des résidences secondaires et 4,5 % des logements vacants. Ces logements étaient pour 97,8 % d'entre eux des maisons individuelles et pour 1,8 % des appartements.
Le tableau ci-dessous présente la typologie des logements à Houdancourt en 2018 en comparaison avec celle de l'Oise et de la France entière. Une caractéristique marquante du parc de logements est ainsi une proportion de résidences secondaires et logements occasionnels (2,3 %) légèrement inférieure à celle du département (2,5 %) et significativement inférieure à celle de la France entière (9,7 %). Concernant le statut d'occupation de ces logements, 81,4 % des habitants de la commune sont propriétaires de leur logement (82,9 % en 2013), contre 61,4 % pour l'Oise et 57,5 % pour la France entière.
| Typologie                                               | Houdancourt | Oise | France entière |
| ------------------------------------------------------- | ----------- | ---- | -------------- |
| Résidences principales (en %)                           | 93,2        | 90,4 | 82,1           |
| Résidences secondaires et logements occasionnels (en %) | 2,3         | 2,5  | 9,7            |
| Logements vacants (en %)                                | 4,5         | 7,1  | 8,2            |

## Toponymie
Le nom de la localité est attesté sous les formes in loco qui dicitur Hutdonecurte (828) ; de villa Haldinicurte (917) ; Hodencuria (939) ; Houdencourt (1209) ; inter Basicurtem et Houdencurtem (1218) ; Houdencort (1231) ; Hodencourt (1231) ; Colardus de houdencort (1250) ; prior de hodencurt (1259) ; Houdencuria (1260) ; Phelipe de Houdencourt (1278) ; el tieroir de Houdencourt (1278) ; le prieur de Hodencourt (1298) ; Johannis de houdencurte (1332) ; Audenecourt (XVe) ; Haudencourt (XVe) ; Hodencourt (XVe) ; Hudencourt (XVe) ; ecclesia sancti Georgii de Houdencourt (XVIe) ; Houdancourt (1597) ; Haudencourt (1605) ; Houdencour (1667) ; Houdencour (1711).
Ce nom dérive du nom d'homme Hodenc (ou Hodene), défricheur du lieu.

## Histoire

### Moyen Âge
(mai 2018).
D'après l'abbé Morel, curé de Houdancourt au XIXe siècle, membre de la société historique de Compiègne qui publia deux livres sur Houdancourt, intitulés « Houdencourt – Seigneurie et Paroisse », le nom de Houdancourt a été retrouvé dans un texte daté du 28 février 828 fait à Aix-la-Chapelle par Louis le Débonnaire pour un échange de terre entre l'abbé de Saint-Denis nommé Hilduin et le seigneur Lantfred. À cette époque le nom de Houdancourt était orthographié « Hutdonecurte » et dans un autre texte établi par Charles le Simple en 917 Haldinicurte.
L'abbé Morel a relevé, dans les archives du château du Fayel, l'existence en 1138 d'un seigneur se prénommant Hélias de Hodencourt. À la fin du XIVe siècle, les terres de Houdancourt appartenaient à la famille du Bois d'Houdancourt.
C'est au XIIe siècle qu'est fondé le prieuré bénédictin de Houdancourt par le seigneur de l'époque, dépendant de l'Abbaye Saint-Sauveur de Charroux. L'église actuelle est  construite à la fin du XIIe début du XIIIe siècle et a servi d'église conventuelle aux moines.

### Temps modernes
(mai 2018).
Peu avant 1500, Catherine du Bois d'Houdancourt épouse Jehan de la Mothe fondant la famille de la Mothe Houdancourt. Celle-ci s'illustre surtout dans les domaines militaire et ecclésiastique aux XVIIe et XVIIIe siècles, Le comte Louis Charles de La Mothe-Houdancourt est nommé maréchal de France et Grand d'Espagne ainsi que Philippe de La Mothe-Houdancourt.
Henri de La Mothe-Houdancourt est archevêque d'Auch et Jérôme de La Mothe-Houdancourt évêque de Saint-Flour. Plusieurs représentantes féminines de la famille de la Mothe Houdancourt sont proches de la famille royale et vivent à la cour de Versailles. Anne-Louise-Lucie occupe la fonction de demoiselle d'honneur de la reine Marie-Thérèse d'Autriche, épouse de Louis XIV. Charlotte de La Mothe-Houdancourt est gouvernante des enfants de France de 1704 à 1717 et plus particulièrement du futur Louis XV dont elle sauve la vie et qui l'appellera « Chère maman » ou « Maman Ventadour ». Elles sont toutes deux des maîtresses de Louis XIV.
Malheureusement pour le développement du village de Houdancourt, aucune de ces illustres personnes, surtout à partir du milieu du XVIIe siècle n'y résident. Il y a bien trace dans les archives d'un château sur les terres de Houdancourt. D'après ce que l'on en sait, il se serait agi plutôt d'une enceinte de type féodal sans caractéristiques architecturales. En 1696, il est procédé à l'inventaire des meubles et objets du château. Celui-ci fait nettement apparaître la pauvreté du lieu et son état d'abandon, sans doute avait-on pillé ou déménagé probablement cette demeure. Il ne reste donc au village, en tant que vestige des siècles passés, que l'église.
Le monastère a été démoli sans doute au XVe siècle puisque des textes du XVIe ne signalent plus que des terres de culture tout autour.
Au XVIe siècle, on note déjà un moulin qui, jusqu'en 1914, produit de la mouture de ménage (grain moulu, mélange par tiers de froment, de seigle et d'orge).

### Époque contemporaine
Au XIXe siècle et jusqu'au milieu du XXe siècle, Houdaincourt est un village agricole, dont la culture principale est, en 1830, le chanvre dont on faisait des cordes et des sacs. L'apparition de charrues puissantes font émerger de nouvelles cultures : la pomme de terre, le blé, la betterave. En 1832, on note dans la commune deux moulins et une sablonnière.
En 1908, une vingtaine d'exploitations cultivent les terres, mais elles ne sont plus que onze en 1940. Au XXIe siècle, il n'y plus que deux GAEC à le faire.
En 1914, le moulin, à la suite de nombreuses inondations, est transformé pour activer une scierie, activité qui cesse en 2002. La cressonnière, toujours en activité, est créée en 1885 par Henri Masson accompagné de quelques artisans,.
A partir des années 1970, le village évolue avec la création d'un lotissement destiné à attirer une population jeune et pour faire vivre l'école communale, ce qui n'empêche pas la fermeture des commerces dans les années 1980.

## Politique et administration

### Rattachements administratifs et électoraux

#### Rattachements administratifs
La commune se trouve dans l'arrondissement de Compiègne du département de l'Oise.
Elle faisait partie depuis 1802 du canton d'Estrées-Saint-Denis. Dans le cadre du redécoupage cantonal de 2014 en France, cette circonscription administrative territoriale a disparu, et le canton n'est plus qu'une circonscription électorale.

#### Rattachements électoraux
Pour les élections départementales, la commune fait partie depuis 2014 d'un nouveau canton d'Estrées-Saint-Denis porté de 15 à 71 communes
Pour l'élection des députés, elle fait partie de la cinquième circonscription de l'Oise.

### Intercommunalité
Houdancourt est membre de la communauté de communes de la Plaine d'Estrées, un établissement public de coopération intercommunale (EPCI) à fiscalité propre créé en 1997 et auquel la commune a transféré un certain nombre de ses compétences, dans les conditions déterminées par le code général des collectivités territoriales.

### Liste des maires
| Période                                  | Période                   | Identité              | Étiquette | Qualité                                                                        |
| ---------------------------------------- | ------------------------- | --------------------- | --------- | ------------------------------------------------------------------------------ |
| Les données manquantes sont à compléter. |                           |                       |           |                                                                                |
|                                          |                           |                       |           |                                                                                |
| avant 1974                               | après 1981                | Charles Decourbe      | PS        |                                                                                |
|                                          |                           |                       |           |                                                                                |
| mars 2001                                | mai 2020                  | Daniel Hiberty        |           | Éducateur spécialisé, syndicaliste Président du Conseil de la CPAM de Beauvais |
| mai 2020                                 | En cours (au 6 juin 2023) | Jean-Claude Portenart |           | Cadre retraité                                                                 |

## Équipements et services publics
Les enfants de la commune sont scolarisés avec ceux de Sacy-le-Petit dans le cadre d'un regroupement pédagogique intercommunal.

## Population et société

### Démographie

#### Évolution démographique
L'évolution du nombre d'habitants est connue à travers les recensements de la population effectués dans la commune depuis 1793. Pour les communes de moins de 10 000 habitants, une enquête de recensement portant sur toute la population est réalisée tous les cinq ans, les populations de référence des années intermédiaires étant quant à elles estimées par interpolation ou extrapolation. Pour la commune, le premier recensement exhaustif entrant dans le cadre du nouveau dispositif a été réalisé en 2005.

En 2022, la commune comptait 676 habitants, en évolution de +1,81 % par rapport à 2016 (Oise : +0,87 %, France hors Mayotte : +2,11 %).
| 1793 | 1800 | 1806 | 1821 | 1831 | 1836 | 1841 | 1846 | 1851 |
| ---- | ---- | ---- | ---- | ---- | ---- | ---- | ---- | ---- |
| 214  | 255  | 278  | 283  | 320  | 314  | 318  | 322  | 317  |

| 1856 | 1861 | 1866 | 1872 | 1876 | 1881 | 1886 | 1891 | 1896 |
| ---- | ---- | ---- | ---- | ---- | ---- | ---- | ---- | ---- |
| 308  | 310  | 317  | 303  | 280  | 266  | 260  | 244  | 247  |

| 1901 | 1906 | 1911 | 1921 | 1926 | 1931 | 1936 | 1946 | 1954 |
| ---- | ---- | ---- | ---- | ---- | ---- | ---- | ---- | ---- |
| 241  | 248  | 223  | 222  | 207  | 196  | 192  | 190  | 261  |

| 1962 | 1968 | 1975 | 1982 | 1990 | 1999 | 2005 | 2006 | 2010 |
| ---- | ---- | ---- | ---- | ---- | ---- | ---- | ---- | ---- |
| 308  | 345  | 360  | 531  | 518  | 529  | 540  | 544  | 584  |

| 2015 | 2020 | 2022 | - | - | - | - | - | - |
| ---- | ---- | ---- | - | - | - | - | - | - |
| 654  | 665  | 676  | - | - | - | - | - | - |

#### Pyramide des âges
La population de la commune est relativement jeune.
En 2018, le taux de personnes d'un âge inférieur à 30 ans s'élève à 33,4 %, soit en dessous de la moyenne départementale (37,3 %). À l'inverse, le taux de personnes d'âge supérieur à 60 ans est de 25,6 % la même année, alors qu'il est de 22,8 % au niveau départemental.
En 2018, la commune comptait 323 hommes pour 345 femmes, soit un taux de 51,65 % de femmes, légèrement supérieur au taux départemental (51,11 %).
Les pyramides des âges de la commune et du département s'établissent comme suit.
| Hommes | Classe d’âge | Femmes |
| ------ | ------------ | ------ |
| 0,0    | 90 ou +      | 0,9    |
| 4,7    | 75-89 ans    | 6,1    |
| 18,6   | 60-74 ans    | 20,7   |
| 21,7   | 45-59 ans    | 20,1   |
| 18,6   | 30-44 ans    | 21,6   |
| 14,3   | 15-29 ans    | 11,1   |
| 22,0   | 0-14 ans     | 19,5   |

| Hommes | Classe d’âge | Femmes |
| ------ | ------------ | ------ |
| 0,5    | 90 ou +      | 1,4    |
| 5,5    | 75-89 ans    | 7,6    |
| 15,6   | 60-74 ans    | 16,3   |
| 20,8   | 45-59 ans    | 20     |
| 19,4   | 30-44 ans    | 19,4   |
| 17,6   | 15-29 ans    | 16,2   |
| 20,6   | 0-14 ans     | 19,1   |

## Culture locale et patrimoine

### Lieux et monuments
- L'église Saint-Georges  est constituée du chœur, de la nef principale et de la nef latérale méridionale. Elle aurait dû avoir en façade nord une autre nef latérale qui n'a jamais été construite. Seule une chapelle, démolie par la suite, a été bâtie sur cette façade dont on voit encore les traces sur le mur extérieur. Son entrée sur le chœur a été murée en partie et remplacée par une large fenêtre.
- Centre équestre, créé en 2003[33].

- Cressonnière d'Houdancourt[34],[35].

- Promenade du Petit marais[17].

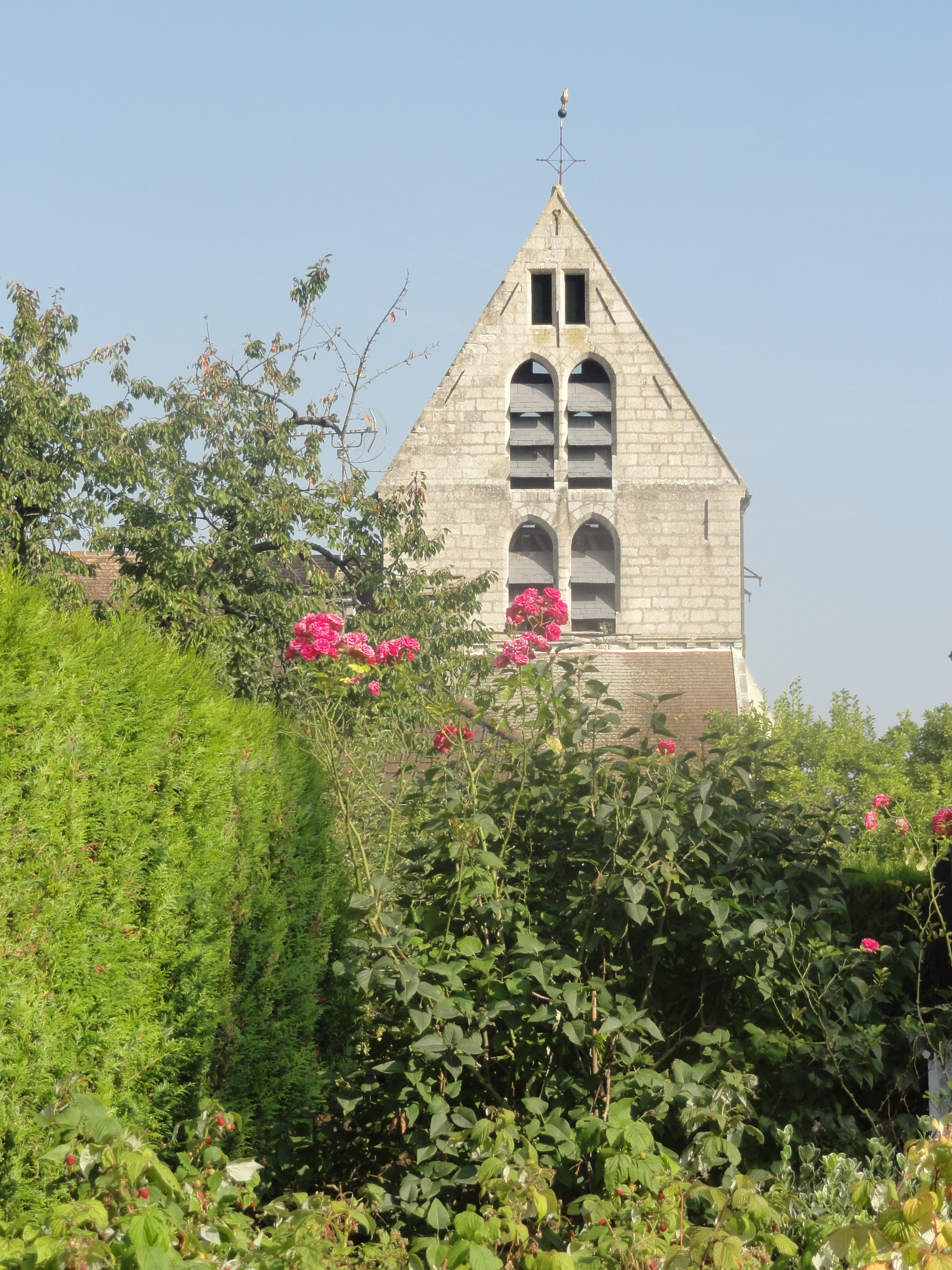
L'église dans la végétation.
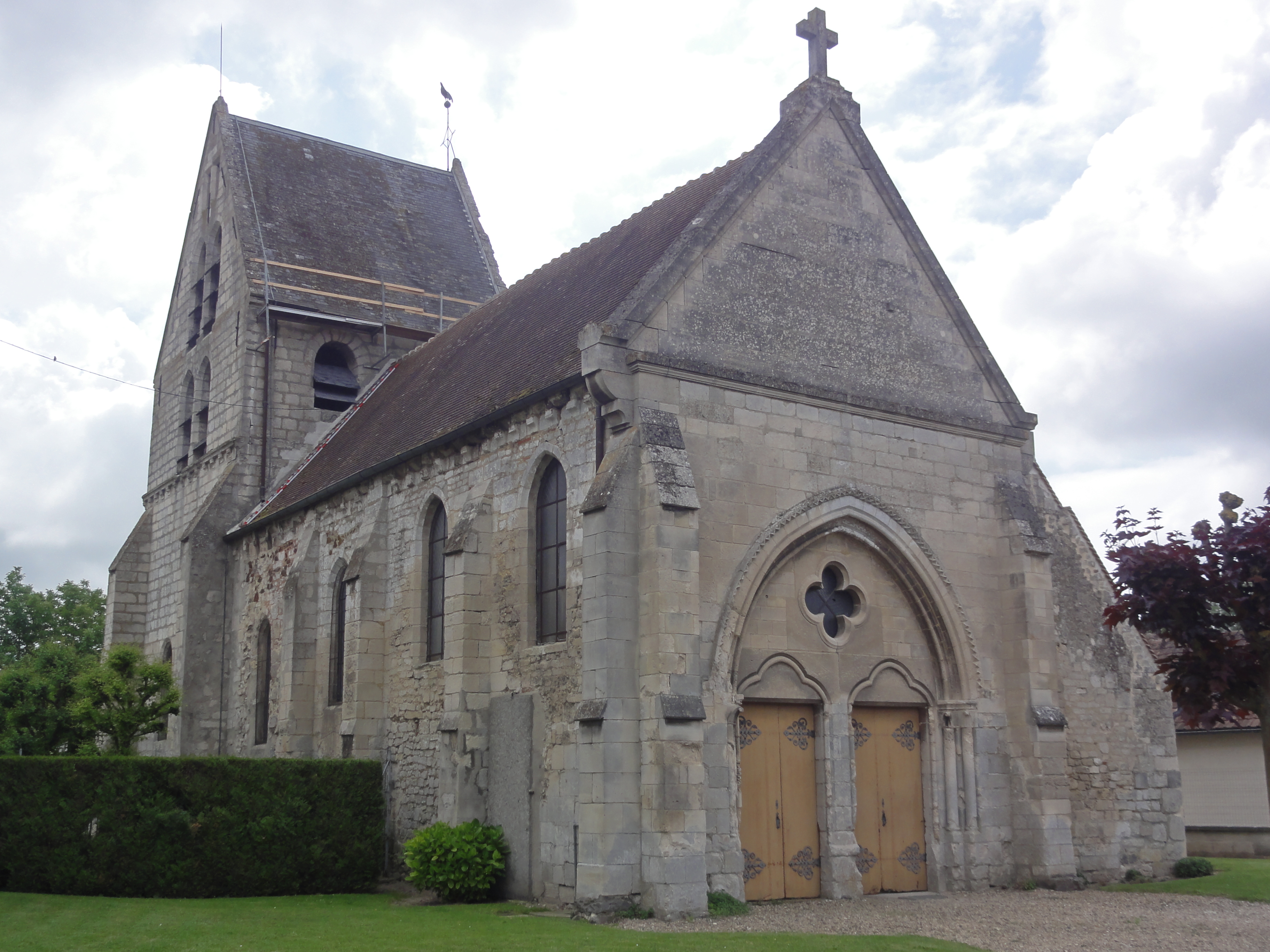
Eglise Saint Georges...
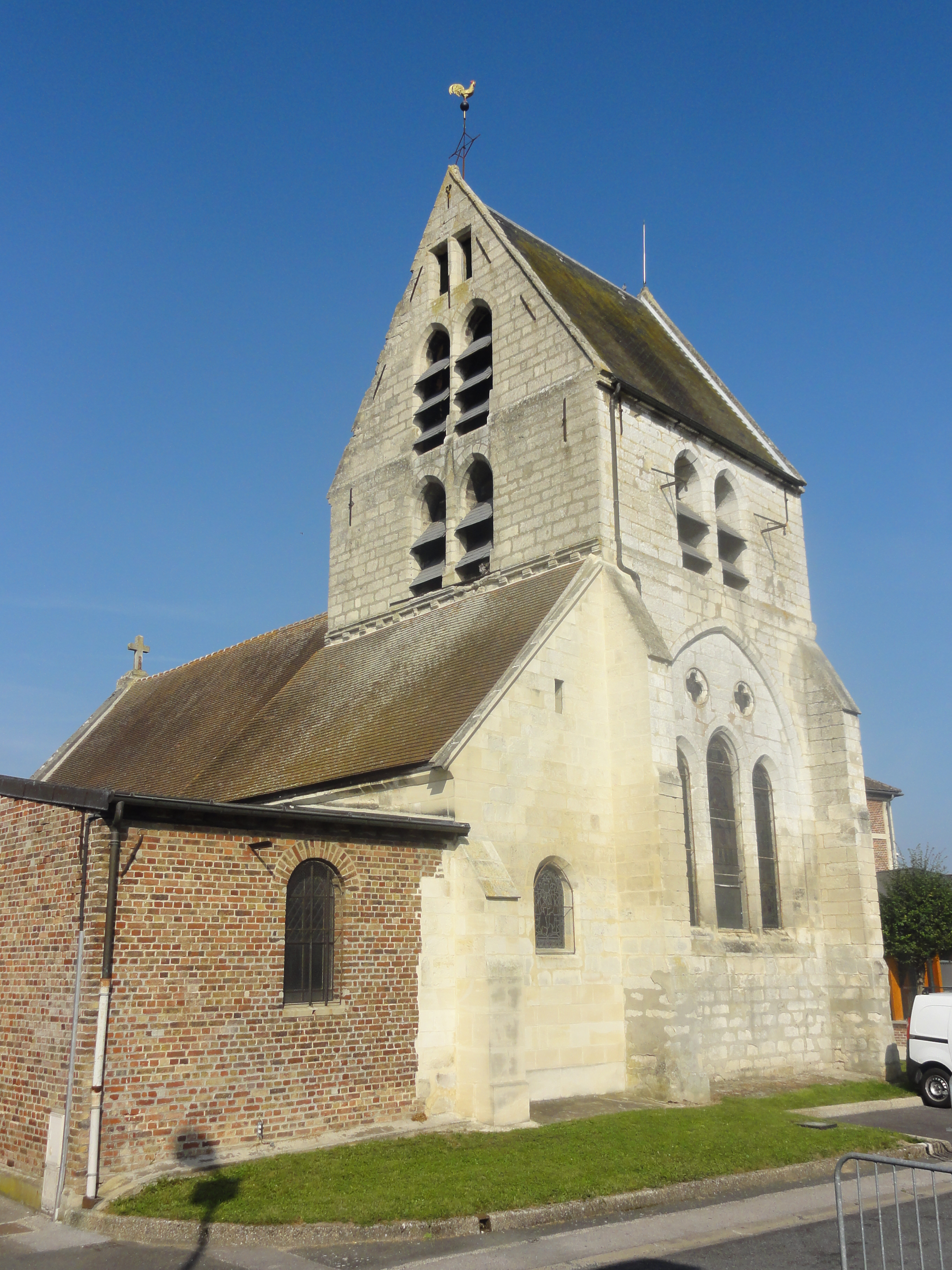
... et son clocher.
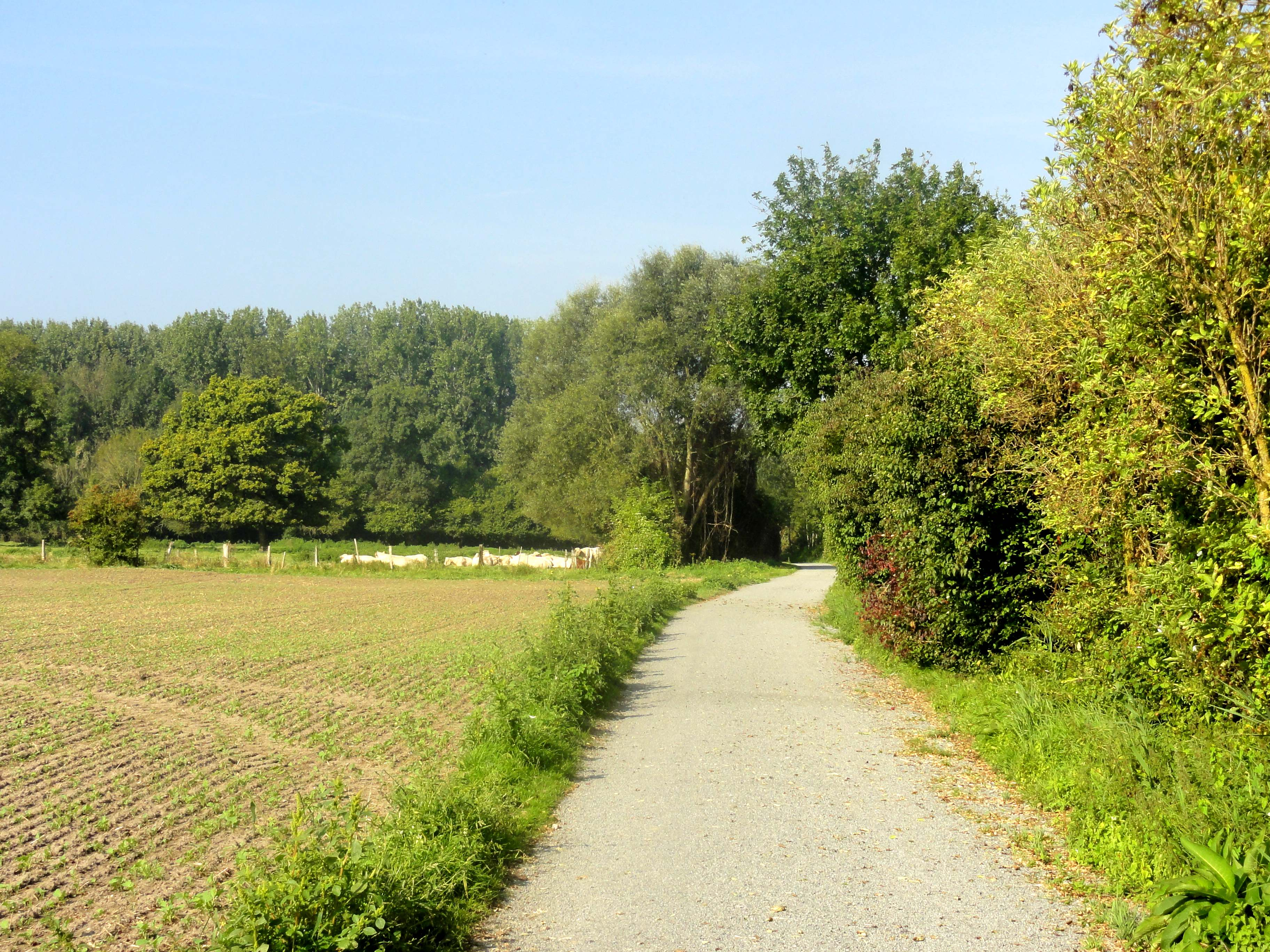
Le monument aux morts.
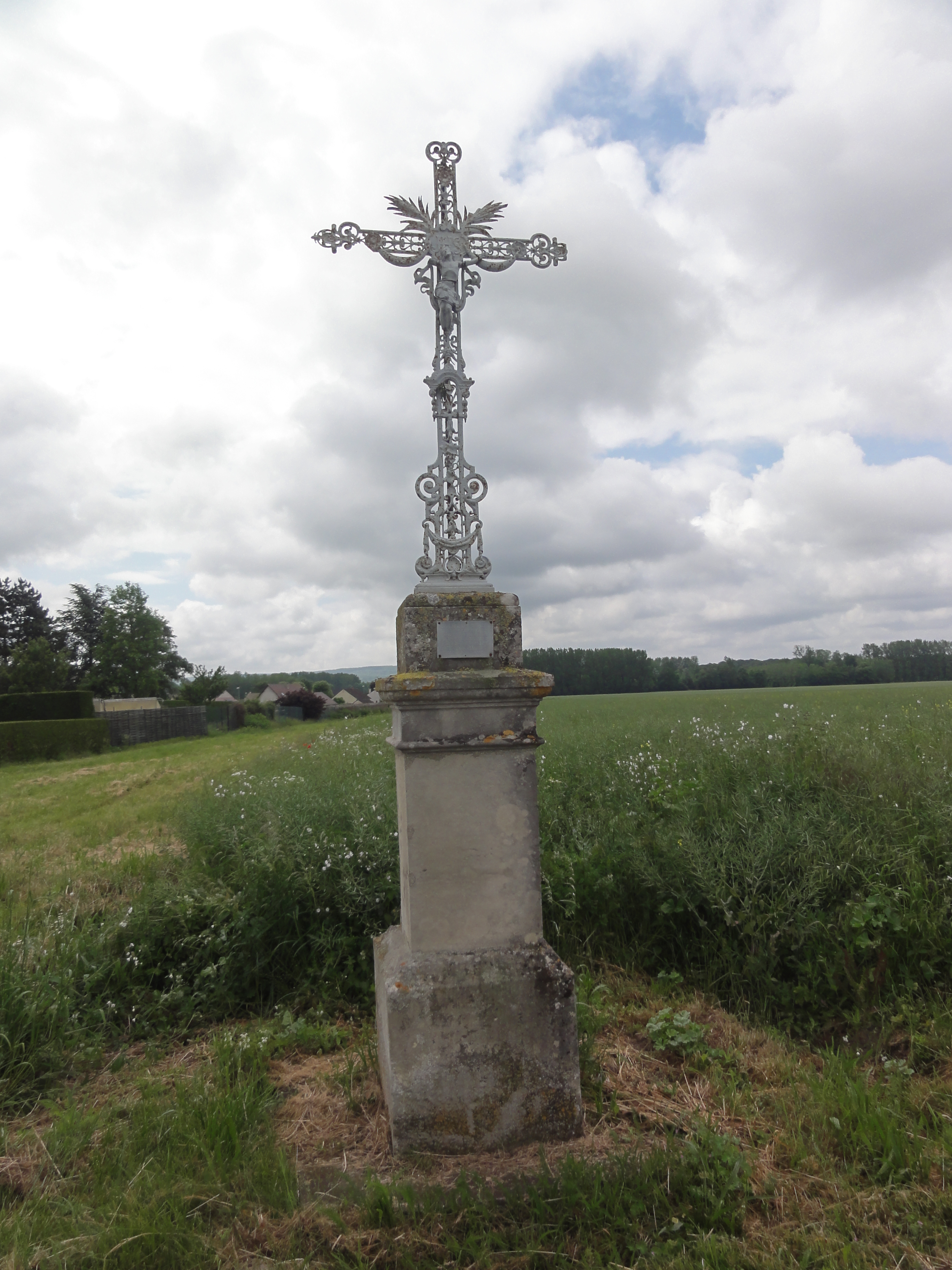
Croix de chemin D13

### Héraldique
Pour faire vivre le passé historique du site de Houdancourt, la commune utilise, chaque fois que cela est possible, sur l'ensemble de ces documents la représentation des armoiries de la famille de la Mothe Houdancourt qui contribua au fonctionnement de la paroisse et à son embellissement et dont l'un des descendants réside encore dans la région au château du Fayel.
| Blason de Houdancourt | Blason  | Écartelé : au premier et au quatrième d'azur à la tour d'argent maçonnée de sable, au deuxième et au troisième d'argent au lévrier rampant de gueules colleté d'azur bordé et bouclé d'or, accompagné de trois tourteaux de gueules en pal à senestre pour 2 et à dextre pour 3. |
| Blason de Houdancourt | Détails | Le statut officiel du blason reste à déterminer. |

## Pour approfondir